# Isthmohyla
Isthmohyla es un género de anfibios anuros de la familia Hylidae creado tras la revisión de la familia realizada en 2005. Las quince especies del género eran anteriormente clasificadas en el género Hyla. Son endémicas de Honduras, Costa Rica y Panamá.

## Especies
Se reconocen las siguientes 15 especies según ASW:
| Nombre binomial           | Autor                                  |
| ------------------------- | -------------------------------------- |
| Isthmohyla angustilineata | (Taylor, 1952)                         |
| Isthmohyla calypsa        | (Lips, 1996)                           |
| Isthmohyla debilis        | (Taylor, 1952)                         |
| Isthmohyla graceae        | (Myers and Duellman, 1982)             |
| Isthmohyla infucata       | (Duellman, 1968)                       |
| Isthmohyla insolita       | (McCranie, Wilson, and Williams, 1993) |
| Isthmohyla lancasteri     | (Barbour, 1928)                        |
| Isthmohyla melacaena      | (McCranie and Castañeda, 2006)         |
| Isthmohyla picadoi        | (Dunn, 1937)                           |
| Isthmohyla pictipes       | (Cope, 1875)                           |
| Isthmohyla pseudopuma     | (Günther, 1901)                        |
| Isthmohyla rivularis      | (Taylor, 1952)                         |
| Isthmohyla tica           | (Starrett, 1966)                       |
| Isthmohyla xanthosticta   | (Duellman, 1968)                       |
| Isthmohyla zeteki         | (Gaige, 1929)                          |